# Leonardo DiCaprio
Leonardo Wilhelm DiCaprio (Los Angeles, 11 november 1974) is een Amerikaans filmacteur en -producent die internationaal doorbrak met zijn rol in Titanic. Hij werd zeven keer genomineerd voor een Oscar: voor zijn bijrol in What's Eating Gilbert Grape en voor zijn hoofdrollen in The Aviator, Blood Diamond, The Wolf of Wall Street (eveneens als producer), The Revenant, en Once Upon a Time in Hollywood. In 2016 mocht DiCaprio een Oscar in ontvangst nemen voor zijn hoofdrol in The Revenant. Naast de Oscar kreeg hij meer dan tachtig andere filmprijzen toegekend, waaronder drie Golden Globes (voor The Aviator, The Wolf of Wall Street en The Revenant), een BAFTA Award (voor The Revenant), de Zilveren Beer voor beste acteur van het Filmfestival van Berlijn 1997 (voor Romeo + Juliet), National Board of Review Awards in 1993 (voor What's Eating Gilbert Grape), 2006 (samen met de gehele cast van The Departed) en 2012 (voor zijn bijrol in Django Unchained). Hij is ook eigenaar van het productiebedrijf Appian Way.

## Biografie

### Jeugd
DiCaprio is de zoon van George DiCaprio, een vierde generatie half Duitse, half Italiaanse immigrant en uitgever van stripverhalen. Zijn moeder is Irmelin Indenbirken. De voornaam Leonardo is een verwijzing naar de bekende kunstenaar Leonardo da Vinci. Volgens DiCaprio zelf werd hij zo genoemd omdat zijn moeder hem voor het eerst voelde bewegen tijdens haar zwangerschap toen zij een schilderij van de kunstenaar aanschouwde in museum Uffizi in Florence, Italië.
Zijn tweede voornaam, Wilhelm, verwijst naar zijn Duitse grootvader. DiCaprio heeft als kind vaak vakanties doorgebracht bij zijn grootmoeder in Duitsland, in Oer-Erkenschwick. Zij stierf in 2008 in het bijzijn van enkele familieleden, onder wie DiCaprio.
Als kind bracht hij veel tijd door in Hollywood, waar hij in een achterbuurt opgroeide. Hij had een stiefbroer, Adam, maar trok vooral met zijn vrienden uit de buurt op. Hij is een jeugdvriend van acteur Tobey Maguire, met wie hij nu nog regelmatig naar wedstrijden van de L.A. Lakers kijkt. Tevens is hij goed bevriend met acteurs Kevin Connolly, Lukas Haas en Kate Winslet.

### Eerste acteerrollen
DiCaprio volgde al op jonge leeftijd acteerlessen. Hij deed zijn eerste auditie in 1988 en speelde in een aantal reclamespots en soaps. Zijn eerste grote rol was in de televisieserie Parenthood waarin hij in drie afleveringen verscheen.

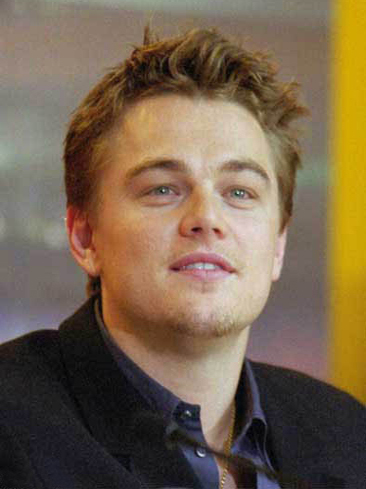
Leonardo DiCaprio tijdens een persconferentie van The Beach (2000).

Hierna verscheen hij in de populaire serie Growing Pains die ook op de Nederlandse en Belgische televisie werd uitgezonden. Door zijn ervaringen op het kleine scherm besloot hij zijn kans te wagen in de filmwereld. Na enkele bijrollen in Critters 3 (1991) en de film Poison Ivy (1992) kreeg hij meteen twee grote rollen aangeboden. In 1993 werd hij gevraagd voor een rol in This Boy's Life naast Robert De Niro en voor een rol naast Johnny Depp in What's Eating Gilbert Grape. Die laatste vertolking leverde DiCaprio een Golden Globe- en Oscarnominatie in de categorie beste mannelijke bijrol op.

### Doorbraak
Nadien was DiCaprio nog te zien aan de zijde van Sharon Stone, Gene Hackman en Russell Crowe in de western The Quick and the Dead (1995) en in de film The Basketball Diaries (1995). In dat jaar kwam ook het onbekendere Total Eclipse uit waarin DiCaprio de rol van dichter Arthur Rimbaud vertolkte. DiCaprio heeft altijd gezegd dat de rol van Rimbaud voor elke acteur essentieel is om te spelen. In 1996 viel hij op met de cultfilm Romeo + Juliet van Baz Luhrmann. DiCaprio had zijn uiterste best gedaan om de rol van Romeo te bemachtigen in die film. Zo was hij op eigen kosten naar Australië gevlogen om Luhrmann te overtuigen.
Een jaar later brak DiCaprio pas echt als acteur door in Hollywood. Aan de zijde van Kate Winslet verscheen hij in de big budget-film Titanic (1997) van regisseur James Cameron. Zijn personage, evenals de film, werd een monsterhit bij tienermeisjes. DiCaprio zelf werd gelanceerd als tieneridool, terwijl Titanic aan de haal ging met elf Oscars. De impact van zijn personage bij het vrouwelijke publiek maakte van de toen 23-jarige acteur een superster.

### Post-Titanic
Na enkele rollen in The Man in the Iron Mask (1998), Celebrity (1998), The Beach (2000) en het samen met acteur Tobey Maguire in eigen beheer opgenomen Don's Plum (2001) beleefde DiCaprio een dieptepunt in zijn carrière. Hij werd niet langer beschouwd als een talentvolle acteur, maar als een tienerster die het succes enkel te danken had aan zijn uiterlijk. Dit leverde hem twee Razzie Award vermeldingen op: een 'prijs' voor slechtste filmduo in The Man in the Iron Mask en een nominatie voor slechtste acteur in The Beach. Na het succes van Titanic waren filmstudio's bereid grote bedragen neer te leggen voor DiCaprio, maar in feite was hij een tanende ster. Rollen die een groot inlevingsvermogen vereisten, kreeg hij niet. Enkel films die zijn status als jong sekssymbool bevestigden, leken voor hem weggelegd. Zo ontving hij voor zijn rol in The Beach nog wel een salaris van 20 miljoen dollar, maar omdat de film een flop werd, verdween de jonge acteur van de A-lijst in Hollywood. The Beach is in feite een duistere film die enkele zware thema's behandelt, maar werd door de studio wel gepromoot als een soort van zomerse strandfilm met sekssymbool DiCaprio in de hoofdrol. Dat de film vervolgens door de mand viel, was dan ook geen verrassing.

### Comeback

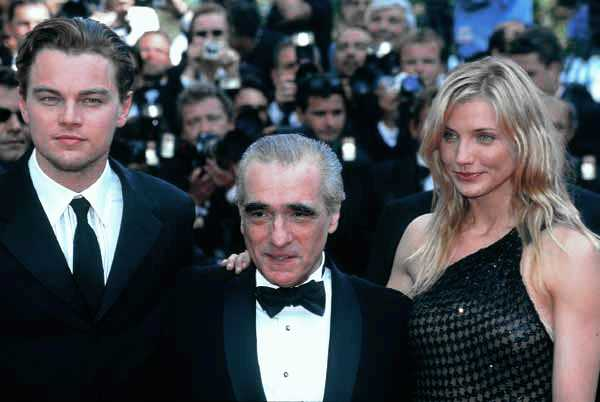
DiCaprio met Martin Scorsese en Cameron Diaz op de rode loper van het Filmfestival van Cannes (2002).

Een terugkeer naar de top kwam er in 2002. De succesvolle regisseur Martin Scorsese trok DiCaprio aan voor zijn nieuwste project Gangs of New York. De film was een kassucces en werd genomineerd voor tien Oscars, waarvan er uiteindelijk geen enkele gewonnen werd. Maar omdat de film het begin werd van verscheidene samenwerkingen met Scorsese, en omdat het in zekere zin ook de comeback van Scorsese zelf betekende na minder succesvolle films, wordt Gangs of New York beschouwd als DiCaprio's comeback. Bovendien kwam in hetzelfde jaar nog een succesvolle film uit met DiCaprio in de hoofdrol: Catch Me If You Can van regisseur Steven Spielberg. Die laatste film leverde DiCaprio een nominatie bij de Golden Globes op.
Vanaf die tijd kiest DiCaprio zijn projecten beter uit. Samen met regisseur en producer Michael Mann werkte hij aan het scenario van The Aviator (2004). Mann ging oorspronkelijk het levensverhaal van Howard Hughes zelf verfilmen, maar schoof de regiestoel op aanraden van DiCaprio door naar Scorsese. Mann werd producer van de film en kreeg net als DiCaprio een Oscarnominatie voor The Aviator. DiCaprio's vertolking van de excentrieke multimiljonair Howard Hughes leverde de acteur zijn eerste Golden Globe op. Tijdens zijn bedankspeech bij de uitreiking van de prijs bedankte hij Michael Mann uitdrukkelijk. De twee zijn naar verluidt goede vrienden.
In 2006 maakte DiCaprio deel uit van de ensemble cast voor The Departed van Martin Scorsese. Hij speelde de undercoveragent Billy Costigan aan de zijde van acteurs als Matt Damon, Mark Wahlberg, Jack Nicholson en Martin Sheen. Met Walhberg speelde hij in het verleden ook al samen in The Basketball Diaries (1995). De film leverde Scorsese zijn eerste Oscar voor beste regisseur op.
DiCaprio zelf werd genomineerd voor zijn rol in de film Blood Diamond, die in hetzelfde jaar uitkwam. Hij speelt Danny Archer, een Zuid-Afrikaanse diamantensmokkelaar. In deze film spreekt hij voortdurend met een Zuid-Afrikaans accent. Hij kreeg voor die rol de voorkeur boven Russell Crowe.
Met die laatste werkte DiCaprio samen aan Body of Lies (2008) van Ridley Scott. Die film speelt zich af tegen de achtergrond van de Irakoorlog. Het was na The Quick and the Dead (1995) al de tweede keer dat Crowe en DiCaprio samen in een film te zien waren. In hetzelfde jaar als Body of Lies werd DiCaprio opnieuw verenigd met Kate Winslet. De twee hoofdrolspelers uit Titanic (1997) kozen beiden Revolutionary Road als hun nieuwste project.
Het verhaal van Revolutionary Road was gebaseerd op de gelijknamige roman van Richard Yates en werd geregisseerd door Winslets echtgenoot Sam Mendes. Het verhaal speelt zich af gedurende de jaren 60 en concentreert zich op de huwelijksproblemen van een jong koppel. Zowel Winslet als DiCaprio kreeg goede commentaren voor hun vertolking, al werd de acteur bij de meeste prijsuitreikingen wel over het hoofd gezien. Winslet won een Golden Globe voor haar acteerprestatie.

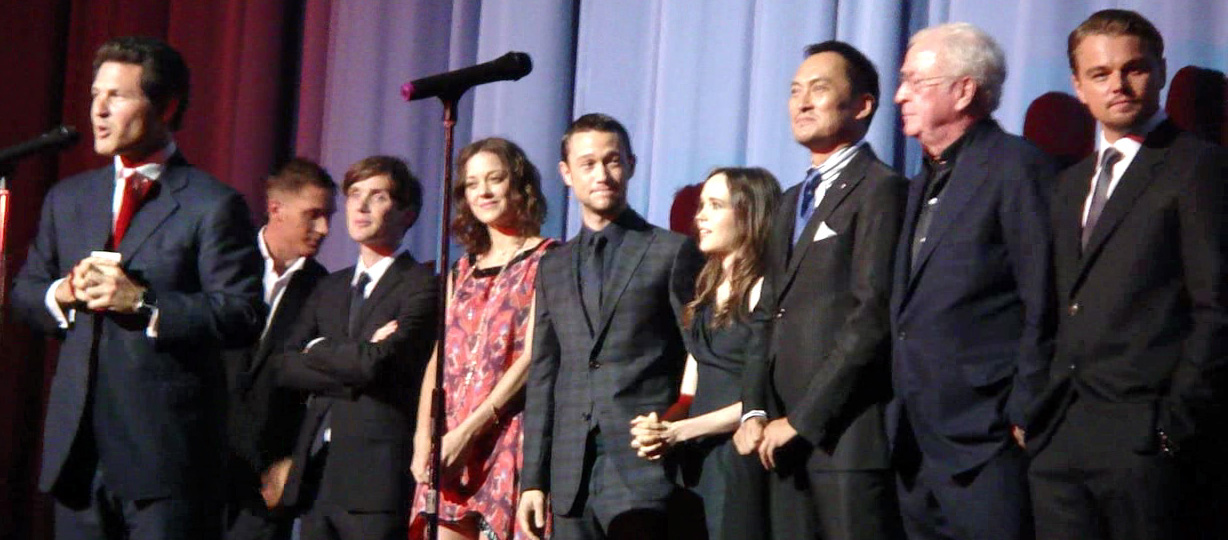
De cast van Inception met DiCaprio uiterst rechts (2010).

In 2010 volgde de vierde samenwerking met Martin Scorsese. Shutter Island werd een complexe thriller die goede recensies kreeg. DiCaprio werd voor zijn vertolking in de film geprezen. Hij speelt een getraumatiseerde politiedetective die op onderzoek moet in een psychiatrische instelling. Dat DiCaprio Duits bloed heeft, bewijst hij in de scène waarin hij in het Duits praat met acteur Max von Sydow.
Later dat jaar speelt hij in Inception van Christopher Nolan. De twee hadden al vaak op het punt gestaan om samen te werken, maar het was wachten tot Inception alvorens het echt zo ver was. DiCaprio ontving opnieuw goede recensies van de filmpers en de film werd een kassucces. Mede door het succes van zowel Shutter Island als Inception wordt DiCaprio in de media beschouwd als misschien wel de nieuwe 'King of Hollywood'.
In november 2011 ging de biopic J. Edgar in première. DiCaprio werkte voor het eerst samen met filmregisseur Clint Eastwood en kroop voor het project in de huid van gewezen FBI-directeur J. Edgar Hoover. De acteerprestatie van DiCaprio werd door de meeste Amerikaanse filmcritici hoog ingeschat, maar de film zelf werd met gemengde gevoelens en gemixte kritieken onthaald. De acteur verlaagde voor de film zijn loon van 20 miljoen naar 2 miljoen dollar. Eind 2012 was DiCaprio te zien in de nieuwe film van filmregisseur Quentin Tarantino, getiteld Django Unchained. In het voorjaar van 2013 was hij ook te zien in een verfilming van F. Scott Fitzgerald's The Great Gatsby. De film opende het 66ste Filmfestival van Cannes. Later dat jaar speelde hij in The Wolf of Wall Street de rol van Jordan Belfort, een aan drugs, seks en geld verslaafde beurshandelaar. Het was zijn vijfde samenwerking met Scorsese. Voor zijn vertolking ontving hij in januari 2014 zijn tweede Golden Globe.

## Privéleven
Naast zijn acteerwerk houdt DiCaprio zich veel bezig met het milieu. Zijn website is gewijd aan het milieu op wereldwijd niveau. Bovendien was hij producer en verteller van de documentaire The 11th Hour. Op 28 januari 2016 werd hij in privéaudiëntie ontvangen door paus Franciscus.

### Formule E
Op 9 december 2013 kondigde de Fédération Internationale de l'Automobile aan dat Leonardo DiCaprio in samenwerking met het Monegaskische Venturi een eigen renstal zou starten die uit zou komen in de Formule E, de elektrische en milieuzuinige variant van de Formule 1, onder de naam Venturi Grand Prix.

## Filmografie

### Als acteur
- Critters 3 (1991) – Josh
- Poison Ivy (1992) – jongen
- This Boy's Life (1993) – Tobias 'Toby' Wolff
- What's Eating Gilbert Grape (1993) – Arnie Grape
- Les cent et une nuits de Simon Cinema (1995) – Hollywoodacteur
- The Quick and the Dead (1995) – Fee Herod 'The Kid'
- The Basketball Diaries (1995) – Jim Carroll
- Total Eclipse (1995) – Arthur Rimbaud
- Romeo + Juliet (1996) – Romeo Montague
- Marvin's Room (1996) – Hank
- Titanic (1997) – Jack Dawson
- The Man in the Iron Mask (1998) – Koning Lodewijk XIV / Philippe
- Celebrity (1998) – Brandon Darrow
- The Beach (2000) – Richard
- Don's Plum (2001) – Derek
- Gangs of New York (2002) – Amsterdam Vallon
- Catch Me If You Can (2002) – Frank Abagnale jr.
- The Aviator (2004) – Howard Hughes
- The Departed (2006) – Billy Costigan
- Blood Diamond (2006) – Danny Archer
- Body of Lies (2008) – Roger Ferris
- Revolutionary Road (2008) – Frank Wheeler
- Shutter Island (2010) – Teddy Daniels
- Inception (2010) – Dom Cobb
- J. Edgar (2011) – J. Edgar Hoover
- Django Unchained (2012) – Calvin Candie
- The Great Gatsby (2013) – Jay Gatsby
- The Wolf of Wall Street (2013) – Jordan Belfort
- The Revenant (2015) – Hugh Glass
- Once Upon a Time in Hollywood (2019) – Rick Dalton
- Don't Look Up (2021) – Dr. Randall Mindy
- Killers of the Flower Moon (2023) - Ernest Burkhart

### Televisieseries
Exclusief eenmalige gastrollen
- The New Lassie – Glen (2 afl., 1989)
- Santa Barbara – jonge versie van Mason Capwell (5 afl., 1990)
- Parenthood – Garry Buckman (12 afl., 1990–1991)
- Growing Pains – Luke Brower (23 afl., 1991–1992)

### Als producent
- The Assassination of Richard Nixon (2004)
- The Aviator (2004)
- Gardener of Eden (2007)
- The 11th Hour (2007)
- Greensburg (televisieserie, 2008)
- Orphan (2009)
- Red Riding Hood (2011)
- The Ides of March (2011)
- The Wolf of Wall Street (2013)
- Cowspiracy: The Sustainability Secret (2014)
- Before the Flood (documentaire, 2016; tevens in beeld als spreker en interviewer)
- Live by Night (2016)
- Robin Hood (2018)
- Richard Jewell (2019)
- From Devil's Breath (documentaire, 2021)

## Prijzen

### Academy Awards (Oscars)
- What's Eating Gilbert Grape (1994) – voor beste mannelijke bijrol (genomineerd)
- The Aviator (2005) – voor beste mannelijke hoofdrol (genomineerd)
- Blood Diamond (2007) – voor beste mannelijke hoofdrol (genomineerd)
- The Wolf of Wall Street (2014) – voor beste mannelijke hoofdrol (genomineerd)
- The Wolf of Wall Street (2014) – voor beste film (genomineerd)
- The Revenant (2016) – voor beste mannelijke hoofdrol (gewonnen)
- Once Upon a Time in Hollywood (2020) voor beste mannelijke hoofdrol (genomineerd)

### Golden Globes
- What's Eating Gilbert Grape (1994) – voor beste mannelijke bijrol (genomineerd)
- Titanic (1998) – voor beste drama-acteur (genomineerd)
- Catch Me If You Can (2003) – voor beste drama-acteur (genomineerd)
- The Aviator (2005) – voor beste drama-acteur (gewonnen)
- Blood Diamond (2007) – voor beste drama-acteur (genomineerd)
- The Departed (2007) – voor beste drama-acteur (genomineerd)
- Revolutionary Road (2009) – voor beste drama-acteur (genomineerd)
- J. Edgar (2012) – voor beste drama-acteur (genomineerd)
- Django Unchained (2013) – voor beste mannelijke bijrol (genomineerd)
- The Wolf of Wall Street (2014) – voor beste acteur in musical of komedie (gewonnen)
- The Revenant (2016) – voor beste drama-acteur (gewonnen)
- Once Upon a Time in Hollywood (2020) – voor beste komedie-acteur (genomineerd)

### BAFTA Awards
- The Aviator (2005) – voor beste acteur in een hoofdrol (genomineerd)
- The Departed (2007) – voor beste acteur in een hoofdrol (genomineerd)
- The Wolf of Wall Street (2014) – voor beste acteur in een hoofdrol (genomineerd)
- The Revenant (2016) – voor beste acteur in een hoofdrol (gewonnen)
- Once Upon a Time in Hollywood (2019) – voor beste acteur in een hoofdrol (genomineerd)

## Trivia
- Meidengroep K3 verwijst met het nummer Leonardo uit 2000 naar DiCaprio.